# Neapeljsko otočje
Neapeljsko otočje (v italijanskem izvirniku Arcipelago Campano [arčipèlago kampàno] = otočje Kampanije) je skupno ime za Flegrejske otoke, med katerimi je daleč največji otok Ischia, otok Capri in številne majhne otoke, ki so posejani po Neapeljskem zalivu v Tirenskem morju, zahodno od mesta Neapelj. Upravno spada pod italijansko deželo Kampanija (pokrajina Napoli).
Otoki, ki sestavljajo to otočje, nimajo skupnega geološkega nastanka. Otok Capri je kraško ozemlje, ki je bilo nekoč del kopnega in se je s časom odcepilo. Flegrejski otoki so nastali vsi v istem času z izbruhom istega podvodnega ognjenika. Otoček, na katerem je sezidan grad, po katerem se tudi imenuje Castello Aragonese, je osamela magmatična gmota. Ostali manjši otoki so večinoma vulkanskega izvora, nekateri tudi kraškega (skupina Li Galli). Značilnost otočja so izginuli otoki, ki so bili tako blizu obale, da se je s časom mesto Neapelj razširilo preko njih in jih popolnoma vključilo v svoje strukture.
Otočje sestoji iz sledečih otokov:
| Otok               | Površina km² |
| ------------------ | ------------ |
| Flegrejsko otočje  | 50,54        |
| Capri              | 10.3         |
| Castello Aragonese | 0,056        |
| San Martino        | 0,0016       |
| Megaride           |              |
| Faraglioni (Capri) |              |
| Li Galli           |              |
| Vetara             |              |